# Герхард Ріхтер
Ґергард Ріхтер (нім. Gerhard Richter; 9 лютого 1932, Дрезден) — німецький художник, скульптор та фотограф. В 1971–1993 роках був професором у Дюссельдорфській академії мистецтв.

## Біографія
Ґергард Ріхтер народився в Дрездені. Після закінчення школи працював в рекламі та сценічному оформленні. 1951 року почав вчитися в Дрезденській академії мистецтв. В 1961 році переїхав до Західної Німеччини і почав навчатися в Дюссельдорфській академії мистецтв. Разом з художниками Зігмаром Польке та Конрадом Фішером ввів термін «капіталістичний реалізм» обігруючи офіційний для СРСР соціалістичний реалізм та коментуючи консюмеризм західного капіталізму. Наприкінці 1960-х років працював вчителем малювання. У 1971–1993 роках Ріхтер був професором у Дюссельдорфській академії мистецтв. Викладав також у Гамбурзі (1971) та в Галіфаксі (1978).

## Творчість
Ріхтер відомий своїми фотореалістичними картинами, написаними як копії фотографій. Йому належить також низка абстрактних творів. 1972 року репрезентував Німеччину на Венеційському бієнале. Ріхтер створив вітраж для фасаду Кельнського собору.

## Премії
- 1995, Премія Вольфа